# Les Estivales de musique en Médoc
Le festival Les Estivales de musique en Médoc présente une programmation essentiellement assurée par de jeunes lauréats de concours internationaux.
Les concerts se déroulent tous les ans, début juillet dans différents châteaux du Médoc. Chaque concert est suivi d'une dégustation des vins du château hôte.
Le festival bénéficie des labels Scènes d’Été en Gironde et Aquitaine en Scène. Il est reconnu par la Fédération mondiale des concours internationaux de musique.

## Historique
Le festival a été créé en 2003 par Régine Roux (1927-2017), également fondatrice de Musique au cœur du Médoc. La présidence fut assurée par Lionel Cruse en 2004, Régine Roux en 2005 et Françoise Verdier en 2006. Depuis 2007, c’est Jacques Hubert le président. Le pianiste Hervé N’Kaoua est le directeur artistique depuis le début et Frédéric Lodéon est le parrain depuis 2007.
Le festival est géré par une association loi 1901, dont les membres sont tous bénévoles.
Son slogan est « le choix de l’excellence, le pari de la jeunesse ».

## Lauréats de grands concours internationaux programmés aux Estivales
Depuis 2003, le festival accueille les jeunes lauréats de concours internationaux pour des concerts dans des châteaux du Médoc,.  
| Artistes                              | Année de concert   | Discipline                 | Concours                                                                                                |
| Darrell Ang                           | 2008 - 2013 - 2017 | Chef d'orchestre           | Festival international de musique de Besançon 2007                                                      |
| Sergey Antonov                        | 2008-2013          | Violoncelle                | Concours International Tchaikovski 2007                                                                 |
| Quintette Aquilon                     | 2009               | Quintette à vent           | Concours international de musique de l'ARD 2006                                                         |
| Quatuor Arod                          | 2017               | Quatuor à cordes           | Concours international de musique de chambre Carl Nielsen 2015                                          |
| Quatuor Atrium                        | 2008               | Quatuor à cordes           | Concours International de Quatuor à cordes de Bordeaux 2007                                             |
| Ioulianna Avdeïeva                    | 2011               | Piano                      | Concours international de piano Frédéric-Chopin 2010                                                    |
| Andrey Baranov                        | 2014               | Violon                     | Concours musical international Reine Élisabeth de Belgique 2012                                         |
| René Barbera                          | 2012               | Chant lyrique              | Operalia 2011                                                                                           |
| Julien Beaudiment                     | 2006               | Flûte                      | Concours international de musique Maria Canals                                                          |
| Omo Bello                             | 2014               | Chant lyrique              | Paris Opera Awards                                                                                      |
| Benaïm (Quatuor)                      | 2007               | Quatuor à cordes           | Concours International de Quatuor à cordes de Bordeaux                                                  |
| Gabriel Bianco                        | 2010               | Guitare                    | Concours international de guitare classique - Robert J Vidal                                            |
| Andrejv Bielow                        | 2005               | Violon                     | Concours Long-Thibaud-Crespin                                                                           |
| Szabolcs Brickner                     | 2009               | Chant lyrique              | Concours musical international Reine Élisabeth de Belgique 2008                                         |
| Thibault Cauvin                       | 2014               | Guitare                    | Multiples Concours 2004                                                                                 |
| Emmanuel Ceysson                      | 2007               | Harpe                      | Young Concert Artists, 2006 Concours international de musique de l'ARD 2009                             |
| Fanny Clamagirand                     | 2011               | Violon                     | Concours international de violon Fritz-Kreisler - 2005 Monte Carlo Violin Masters 2007                  |
| Anaïs Constans                        | 2016               | Chant lyrique              | Operalia                                                                                                |
| Romain Descharmes                     | 2007-2013          | Piano                      | Concours international de Dublin 2006                                                                   |
| Jodie Devos                           | 2015               | Chant lyrique              | Concours musical international Reine Élisabeth de Belgique 2014                                         |
| Double Piano (Duo)                    | 2012               | Piano (duo)                | Concours International de Piano Edvard Grieg                                                            |
| Isabelle Druet                        | 2009               | Chant lyrique              | Concours musical international Reine Élisabeth de Belgique 2008                                         |
| Jean Dubé - Martin Van den Hoek       | 2005               | Piano (duo)                | Concours international de piano Franz-Liszt - 2002                                                      |
| Kotaro Fukuma                         | 2016               | Piano                      | Concours international de piano de Cleveland 2003                                                       |
| Giuseppe Guarrera                     | 2019               | Piano                      | 2nd Prix + Prix du public Concours musical international de Montréal 2017                               |
| Rémi Geniet                           | 2014               | Piano                      | Concours musical international Reine Élisabeth de Belgique                                              |
| Pierre Génisson                       | 2016               | Clarinette                 | Concours International de Clarinette Jacques Lancelot - 2014                                            |
| Lukas Geniušas                        | 2017               | Piano                      | Concours international de piano Frédéric-Chopin - Tchaikowsky                                           |
| Ben Glassberg                         | 2019               | Chef d'orchestre           | Festival international de musique de Besançon Franche-Comté 2017                                        |
| Ryszard Groblewski                    | 2006               | Alto                       | Concours international d'exécution musicale de Genève 2005                                              |
| David Guerrier                        | 2007-2013          | Trompette                  | Concours de trompette Maurice-André 2000                                                                |
| François-Frédéric Guy                 | 2008               | Piano                      | Concours International de Musique d'Unisa Pretoria 1992                                                 |
| William Hernandez                     | 2017               | Chant lyrique              | Basciano                                                                                                |
| Victor Julien-Laferrière              | 2015               | Violoncelle                | Printemps de Prague                                                                                     |
| Rino Kageyama                         | 2009               | Harpe                      | Concours Lili Laskine- Paris                                                                            |
| Yuki Kakiuchi                         | 2012               | Chef d'orchestre           | [estival international de musique de Besançon Franche-Comté                                             |
| Mihoko Kinoshita                      | 2006               | Chant lyrique              | Verdi Parme                                                                                             |
| Jakob Koranyi                         | 2010               | Violoncelle                | Concours de violoncelle Rostropovitch Paris                                                             |
| Yusuke Kobori                         | 2017               | Chant lyrique              | Mt Fuji International Opera competition of Shizuoka                                                     |
| Denis Kojoukhine                      | 2010               | Piano                      | Concours musical international Reine Élisabeth de Belgique                                              |
| Adam Laloum                           | 2010-2015          | Piano                      | Concours international de piano Clara Haskil - Vevey -2009                                              |
| Marion Lebegue                        | 2016-2019          | Chant lyrique              | Concours international de musique de l'ARD 2015 Concours international de chant de Toulouse 2014        |
| Yura Lee                              | 2017               | Alto                       | Concours international de musique de l'ARD                                                              |
| Thomas Leleu                          | 2017               | Tuba                       | Internationaler Instrumentalwettbewerb Markneukirchen                                                   |
| Ismaël Margain                        | 2017               | Piano                      | Concours Long-Thibaud-Crespin                                                                           |
| Léo Marillier et A-letheia en sextuor | 2019               | Violon                     | 8th International Balys Dvarionas Competition for Young Pianists and Violinists                         |
| Julien Martineau                      | 2016               | Mandoline                  | Varazze                                                                                                 |
| Fabrice Millischer                    | 2012               | Trombone                   | Concours international de musique de l'ARD                                                              |
| Nathalia Milstein                     | 2016               | Piano                      | Dublin                                                                                                  |
| Quatuor Modigliani                    | 2011-2013          | Quatuor à cordes           | Young Concert Artists                                                                                   |
| Edgar Moreau                          | 2012               | Violoncelle                | Rostropovitch - Tchaikowsky                                                                             |
| Deborah Nemtanu                       | 2009               | Violon                     | Ravel et Stradivarius                                                                                   |
| Sarah Nemtanu                         | 2009-2013          | Violon                     | Ravel et Stradivarius                                                                                   |
| Jean-Frédéric Neuburger               | 2009-2011-2013     | Piano                      | Long Thibaud, Valence et Ellingen                                                                       |
| Feng Ning                             | 2007               | Violon                     | Concours international de violon Niccolò-Paganini                                                       |
| NOVIKOVA Julia                        | 2008 - 2013        | Chant lyrique              | Operalia                                                                                                |
| Or Notes (Quintette)                  | 2008               | Quintette de cuivres       | Concours international de musique de l'ARD                                                              |
| Aurélien Pascal                       | 2015               | Violoncelle                | Concours international de violon Jean Sibelius- Rostropovitch                                           |
| Julie Pasturaud                       | 2007               | Chant lyrique              | Wessex Glyndebourne Association                                                                         |
| Bruno Philippe                        | 2017               | Violoncelle                | Concours international de musique de l'ARD - Concours musical international Reine Élisabeth de Belgique |
| Pandris Poga                          | 2010               | Chef d'orchestre           | Evgeny Svetlanov Montpellier 2010                                                                       |
| Quatuor Zahir                         | 2019               | Saxophone                  | 1er Prix du Concours international de musique d'Osaka 2017                                              |
| Nemanja Radulović                     | 2004-2005-2013     | Violon                     | Joseph Joachim Concours international de violon Hanovre 2003 Concours international George-Enesco 2001  |
| Béatrice Rana                         | 2012               | Piano                      | |
| RAPHAEL (Quatuor)                     | 2010               | Quatuor à cordes           | Concours international de quatuor à cordes de Bordeaux                                                  |
| Lucienne Renaudin Vary                | 2019               | Trompette                  | Victoire Musique Classique 2016                                                                         |
| Frederieke Saeijs                     | 2008               | Violon                     | Concours Long-Thibaud-Crespin                                                                           |
| Schumann (Quatuor)                    | 2015               | Quatuor à cordes           | Concours international de quatuor à cordes de Bordeaux                                                  |
| Louis Schwizgebel-Wang                | 2015               | Piano                      | Concours international de piano de Leeds 2012 Young Concert Artists 2007                                |
| Sun Young Seo                         | 2011               | Chant lyrique              | Callas Athenes                                                                                          |
| Raphaël Sévère                        | 2015               | Clarinette                 | Young Concert Artists                                                                                   |
| Yu Shao                               | 2015 - 2019        | Chant lyrique              | Concours musical international Reine Élisabeth de Belgique 1er prix Concours de Bordeaux 2018           |
| Wen-Yu Shen                           | 2004               | Piano                      | Concours musical international Reine Élisabeth de Belgique                                              |
| Loïc Shneider                         | 2011               | Flûte                      | Concours international de musique de l'ARD                                                              |
| Hye Soo Sonn                          | 2004               | Chant lyrique              | Maria Callas Athènes                                                                                    |
| Olivier Stankiewicz                   | 2014               | Hautbois                   | Oboe Competition of Japan                                                                               |
| Julian Steckel                        | 2006               | Violoncelle                | Concours de violoncelle Rostropovitch Paris                                                             |
| Kai Strobel                           | 2017               | Marimba                    | Linz |
| Yingdi Sun                            | 2006               | Piano                      | Concours international de piano Franz-Liszt - 2005                                                      |
| Paolo Tagliamento                     | 2016               | Violon                     | Lipizer                                                                                                 |
| Arnaud Thorette                       | 2009               | Alto                       | Genes, Paris, Nuremberg et Harverhill                                                                   |
| Cédric Tiberghien - Bertrand Chamayou | 2004               | Piano (duo)                | Concours Long-Thibaud-Crespin                                                                           |
| Daniil Trifonov                       | 2014               | Piano                      | Tchaikovski, Ribinstein et Chopin                                                                       |
| Trio Atanassov                        | 2016               | Piano, violon, violoncelle | Concours international Franz-Schubert et la musique contemporaine Graz - 2015                           |
| Trio Karenine                         | 2014               | Piano, violon, violoncelle | Concours international de musique de l'ARD                                                              |
| Seiya Ueno                            | 2009               | Flûte                      | Concours Jean-Pierre-Rampal 2008                                                                        |
| Tomasz Wija - David Santos            | 2010               | Lieder                     | Schubert Lied Duo                                                                                       |
| Yao Yu Wu                             | 2015               | Chef d'orchestre           | Festival international de musique de Besançon Franche-Comté 2013                                        |
| Tae Joong Yang                        | 2008               | Chant lyrique              | Operalia                                                                                                |
| Ryoko Yano                            | 2006               | Violon                     | Concours international d'exécution musicale de Genève                                                   |

Les Estivales de musique en Médoc 2020 sont annulées. Les artistes programmés pour la 17e édition sont reconduits pour 2021.

## Lieux accueillant des concerts
Cette section ne s'appuie pas, ou pas assez, sur des sources secondaires ou tertiaires indépendantes du sujet.

Pour l'améliorer, ajoutez-en, ou placez des modèles {{Source secondaire souhaitée}} ou {{Source secondaire nécessaire}} sur les passages mal sourcés. (juin 2022)
| Lieu                       | Date récente    |
| Auditorium de Bordeaux     | 12 juillet 2018 |
| Château d'Agassac          | 9 juillet 2019  |
| Château Batailley          | 12 juillet 2019 |
| Château Branaire-Ducru     | 3 juillet 2019  |
| Château Cos d'Estournel    | 2013            |
| Château Giscours           | 2006            |
| La Winery                  | 2008            |
| Château Lafite Rothschild  | 5 juillet 2019  |
| Château Lafon Rochet       | 2015            |
| Château Lagrange           | 18 juillet 2017 |
| Château Lascombes          | 10 juillet 2019 |
| Château Loudenne           | 5 juillet 2017  |
| Château Lynch Bages        | 2006            |
| Château Lynch Moussas      | 2015            |
| Château Malleret           | 2011            |
| Château Les Ormes de Pez   | 6 juillet 2019  |
| Château Phélan Ségur       | 2006            |
| Château Pichon Longueville | 2012            |
| Château Pontet Canet       | 2012            |